# Vita privata di Immanuel Kant
Le notizie sulla vita privata di Immanuel Kant (1724-1804) sono conosciute grazie all'epistolario, un resoconto asciutto dei rapporti con gli studenti, i colleghi, gli amici e i parenti, ricco di dettagli sui rapporti intercorsi con alcune importanti personalità del secolo e sulle prime reazioni ottenute dal pensiero kantiano. Importanti sono anche le prime biografie a lui dedicate, quali quelle di Ludwig Ernst von Borowski, di Reinhold Bernhard Jachmann, di Ehregott Andreas Wasianski, di Johann Gottfried Hasse e di Friedrich Theodor Rink, tutte del 1804 e ad opera di persone che ebbero modo di conoscerlo personalmente e di frequentarlo anche in qualità di collaboratori che ritraggono Kant soprattutto a partire dalle esperienze che gli autori ebbero di lui quando era sul finire della vita, per cui questo repertorio biografico rischia di produrre un ritratto sbilanciato verso la rigidità tipica dell'età senile, quando invece in generale Kant veniva descritto come un personaggio «socievole e, nel suo stile di vita, addirittura galante».

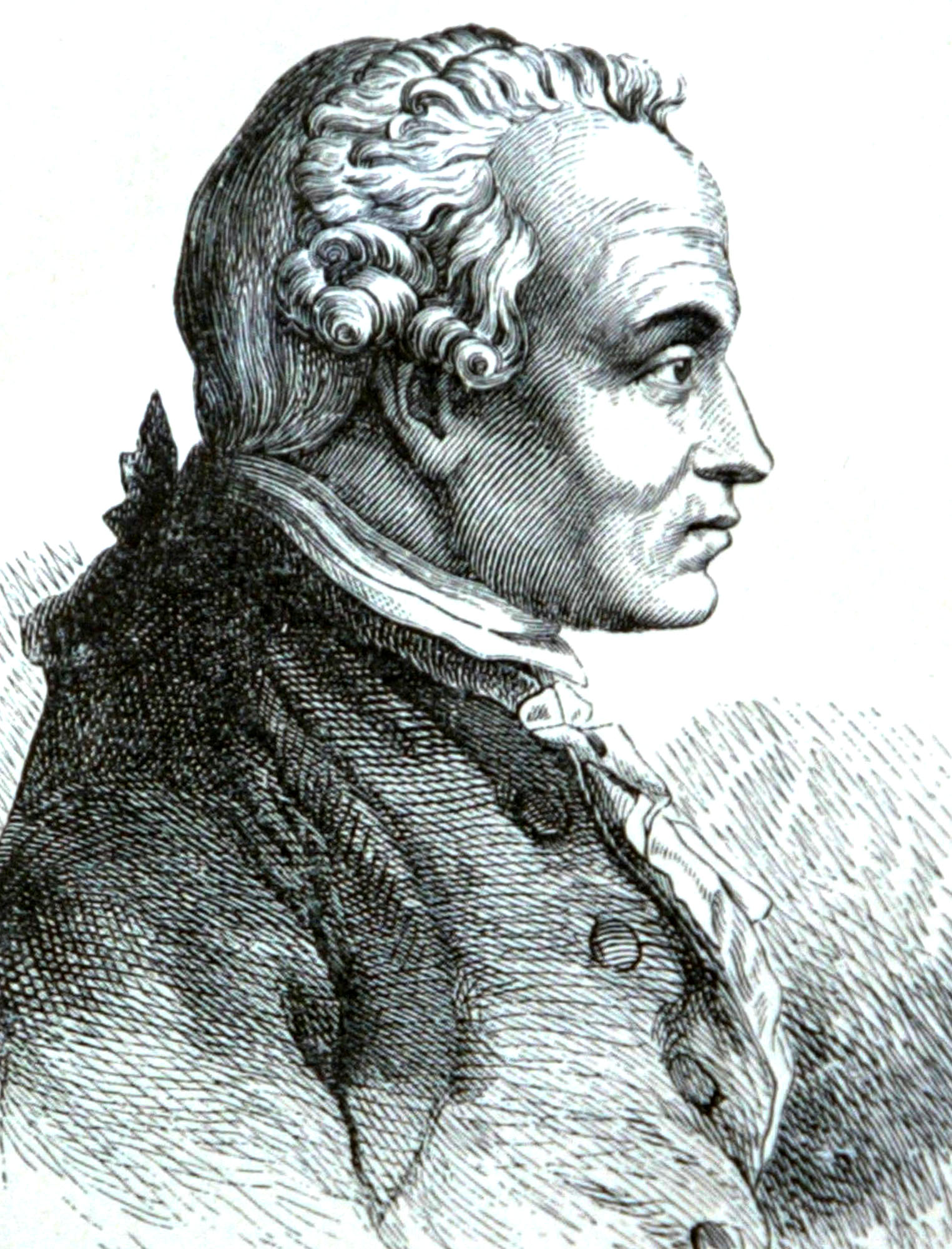
Immanuel Kant

## Il professore
Nel 1740, diversamente dalle aspettative della famiglia, Kant si iscrisse alla facoltà di filosofia di Königsberg e lasciò la casa paterna andando a vivere con uno studente, tale Johann Heinrich Wlömer, con cui rimase in rapporti di amicizia per tutta la vita. Per mantenersi agli studi il giovane Immanuel dava lezioni di latino e persino di biliardo, gioco, nel quale, a detta dei suoi amici, era particolarmente esperto e per 10 anni fece il precettore privato presso famiglie altolocate. Per incrementare il suo reddito teneva anche qualche conferenza sulle fortificazioni militari.
Quando ottenne la libera docenza all'Albertinum, l'università della sua città, il suo tenore di vita non migliorò di molto poiché il suo guadagno dipendeva dalle offerte che, al termine delle lezioni, i suoi studenti lasciavano volontariamente per il loro professore che insegnava una grande varietà di materie come Matematica, Antropologia, Scienze naturali, Geografia, Logica, Metafisica, Filosofia morale, Teologia, Pedagogia e persino Pirotecnica e Teoria delle fortificazioni.
Nel 1765 accettò l'incarico di sottobibliotecario presso la biblioteca del castello reale: lavoro remunerato con uno stipendio molto basso ma che in compenso gli dava la possibilità di consultare libri importanti.
Nella Relazione introduttiva al proprio insegnamento del 1765/66 delineava il suo programma didattico fondato sull'esigenza di un insegnamento che «formi nel suo scolaro prima l'uomo intelligente, poi l'uomo ragionevole, e solo dopo l'uomo dotto», puntando al fine ultimo che lo faccia divenire «più esperto ed assennato, se non per la scuola, senz’altro per la vita». In particolare per la didattica della filosofia affermava il professor Kant che:

## Le amicizie

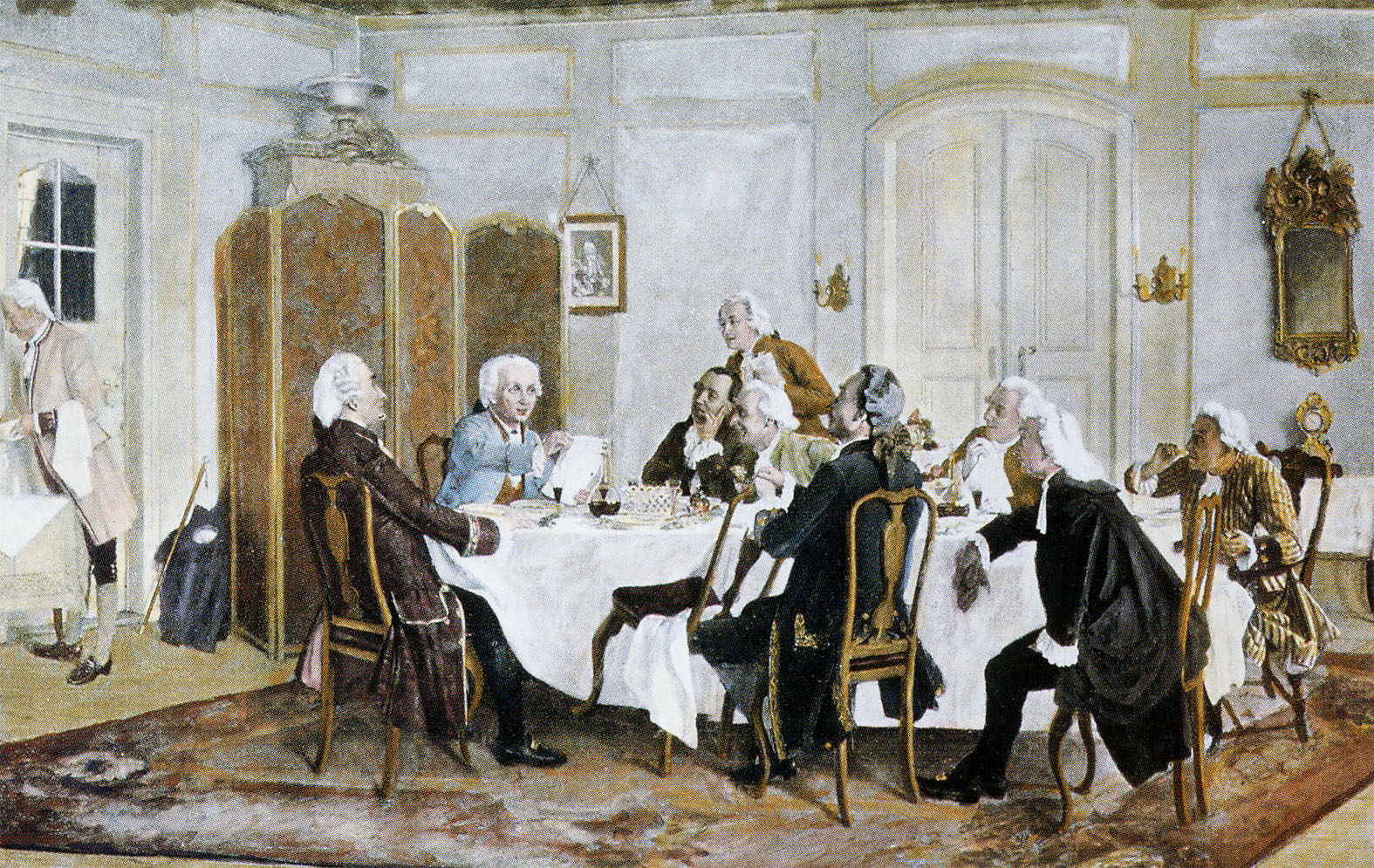
Kant in conversazione con i suoi amici fra cui: Christian Jakob Kraus, Johann Georg Hamann, Theodor Gottlieb von Hippel e Karl Gottfried Hagen

Nel frattempo Kant aveva incontrato nuovi amici, alcuni in un modo alquanto originale:
Kant e Green strinsero dunque un’amicizia che, fondata sulla saggezza e sul reciproco rispetto, divenne di giorno in giorno più fervida e più salda; la separazione a causa della morte precoce di Green inferse al nostro filosofo una tale ferita che la sua grandezza d’animo riuscì, è vero, a lenire, ma non a dimenticare. Green era uomo ricco di nozioni e di tanta intelligenza che Kant (egli stesso me lo confermò) non scrisse nemmeno una riga della Critica della ragion pura senza averla prima fatta ascoltare e giudicare da Green.»
La fama di Kant di uomo metodico e abitudinario si deve anche all'influenza che esercitò su di lui l'amico Green che si distingueva per la sua eccessiva mania per la puntualità: 
In compagnia di quest'uomo, originale, nobile e intelligente, Kant trovava di che alimentare il cuore e la mente, al punto che ne fece il suo compagno di tutti i giorni e per molti anni passava in casa sua parecchie ore. Kant ci andava ogni pomeriggio, trovava Green addormentato in poltrona, gli si sedeva accanto e seguendo i suoi pensieri si addormentava; poi arrivava il solito Ruffmann, il direttore di banca, e faceva altrettanto; finché a una data ora entrava Motherby a svegliare la compagnia che fino alle sette stava a conversare su interessantissimi argomenti. La brigata si scioglieva alle sette con tale puntualità che più volte udii gli inquilini della via osservare che non potevano essere le sette perché il professor Kant non era ancora passato.»

## Vestire alla moda
Il suo biografo Reinhold Bernhard Jachmann (1767-1843) così descrive l'aspetto fisico del filosofo tedesco: magro, alto poco più di un metro e cinquanta centimetri, aveva una testa molto grande rispetto al corpo e un bel viso dagli occhi che «parevano fatti di etere celeste»
Nonostante la sua conclamata sobrietà, riferisce il suo allievo Ludwig Ernst Borowski (1740-1831) che Kant
Per i colori dell'abito e del panciotto bisognava ispirarsi ai fiori poiché la natura «non produce nulla che non sia piacevole all'occhio...Portava bene la spada, fin tanto che la portarono gli uomini d'affari; cessata l'usanza, depose con molto piacere quell'ammennicolo a lui molesto e tutt'altro che indispensabile. Soltanto il suo cappello, per quanto mi sia avvenuto di notare, non seguì mai le leggi della moda. In tutte le vicende rimase sempre uguale; ne usò uno per più di vent'anni.»
Per le sue esigenze estetiche e salutiste Kant aveva inventato un congegno che impedisse alle calze di seta di ostacolare la circolazione venosa delle gambe:
Severo il suo giudizio sulla moda definita una forma di vanità «perché non mira a nessun valore intrinseco» e di follia «perché c'è in essa una coazione a lasciarsi condurre servilmente dal solo esempio che molti ci danno in società...[tuttavia] è sempre meglio essere matto secondo la moda che fuori di essa».

## Un mutamento di carattere
L'amicizia con Green cambiò non solo lo stile di vita ma anche il carattere di Kant:
Finalmente il 31 marzo del 1770 Kant ottenne quello a cui aspirava da una vita: la cattedra di professore ordinario di logica e di metafisica. Nel suo nuovo incarico Kant mutò il suo metodo d'insegnamento: «Egli non puntava più all’eleganza e alla popolarità, ma perseguiva una specie di oscurità, che rendeva molto difficile agli studenti comprenderlo. Si fece la reputazione di essere un professore difficile. [...] Kant sapeva che molti studenti avevano problemi con le sue lezioni ed è chiaro che non se ne preoccupava più di tanto. Parlava a quelli che 'sono più capaci' e non agli altri.»
Tuttavia non si trattava di disinteresse nei confronti dei suoi allievi, anzi Kant si dimostrava premuroso dando loro consigli per non ammalarsi e soprattutto era preoccupato dal proliferare tra i giovani di suicidi per motivi d'amore che in quegli anni accadevano per imitazione del romanzo di successo I dolori del giovane Werther di Goethe. Kant nel 1785 scrisse diverse pagine a proposito di questa moda così esiziale al punto che l'Università di Lipsia vietò la distribuzione del libro.
Sebbene gli fossero state offerte altre cattedre in sedi prestigiose come l'università di Halle con un trattamento economico molto più vantaggioso di quello che riceveva a Königsberg, Kant non volle mai allontanarsi dalla sua città natale. A questo proposito scriveva a Markus Herz (1747-1770): «Una situazione tranquilla ed esattamente appropriata alle mie esigenze, occupata a turno da lavoro, riflessione e rapporti sociali, in cui il mio animo, molto sensibile ma peraltro libero da preoccupazioni, e il mio corpo, ancora più scostante, ma mai malato, vengono tenuti in esercizio senza sforzo, è tutto ciò che ho desiderato e che ho ricevuto. Ogni cambiamento mi mette ansia, anche se ha tutta l’apparenza di migliorare la mia condizione, e credo di dover attenzione a questo istinto della mia natura se voglio tirare ancora per un certo tratto il filo che le Parche tessono per me molto sottile e delicato.»

## Gli ultimi anni
Kant non sopportava i rumori e per questo cambiò più volte le case che aveva in affitto perché, ad esempio, lo disturbava il canto di un gallo e anche quando, alla fine, si decise nel 1784 ad acquistare una casa fu infastidito dai canti religiosi che provenivano dalla vicina prigione o dai sassi che i monelli in strada lanciavano contro il recinto del giardino.
In questi stessi anni cambiò l'abitudine trentennale di mangiare quotidianamente fuori casa poiché volle seguire una dieta che lo mantenesse sano pur nella sua fragile salute: «Egli – scrive Wasianski – se ne faceva un merito come il ginnasta che si regge a lungo in equilibrio su una fune allentata senza mai cadere. Stava saldo e trionfante contro ogni attacco di malattie, oppure era abbastanza imparziale da notare talvolta che vivere a lungo come lui è quasi un’impertinenza, perché in tal modo i più giovani arrivano tardi al loro pane. La cura nel conservare la salute era il motivo perché nuovi sistemi e nuove scoperte nel campo della medicina attiravano tanto la sua attenzione.»
Non mutò invece
Kant ebbe per diversi anni dal 1762 al 1802, come servitore Martin Lampe (1734–1806), ex militare di Würzburg, il quale ricambiava l'affetto che il padrone aveva per lui derubandolo, ubriacandosi e litigando con la cameriera. Quando finalmente il professore lo licenziò, pur continuando a pagargli una pensione, prese al suo servizio Johann Kaufmann, molto più educato e colto ma che, secondo Kant, aveva il grave difetto di una voce tenorile che lo faceva sobbalzare.
Tra i sistemi per conservarsi sano vi era quello per cui Kant era più noto: la quotidiana passeggiata alla solita ora. Benché il professore fosse amante della compagnia e della conversazione intelligente, preferiva passeggiare da solo. Il motivo principale di questa condotta particolare era il bisogno di «respirare esclusivamente dalle narici, cosa che non avrebbe potuto fare se fosse stato obbligato ad aprire continuamente la bocca conversando.»  Infatti Kant era convinto che «l’aria atmosferica, essendo in tal modo condotta per un percorso più lungo, giungeva ai polmoni con minore crudezza e ad una temperatura un po’ più alta» di modo che egli poteva vantarsi «di una lunga immunità da raffreddori, malesseri, catarri e disturbi polmonari.»
Kant seguì con attenzione ed entusiasmo partecipe le notizie che riguardavano la rivoluzione francese del 1789 tanto che all'annuncio della presa della Bastiglia esclamò: «Ora posso dire come Simeone: "Signore, lascia in pace il tuo servo, giacché i miei occhi hanno veduto la tua salvezza",» e per brindare assieme ai suoi commensali trascurò eccezionalmente di fare la solita passeggiata. Nonostante questa simpatia politica nei confronti dei rivoluzionari nel saggio del 1793 intitolato Sul detto comune Kant tuttavia affermava che: «ogni resistenza contro il supremo potere legislativo, ogni istigazione a far passare alle vie di fatto lo scontento dei sudditi, ogni sollevazione che esploda in ribellione, è il delitto supremo e più meritevole di pena nell'entità comune, perché ne distrugge le fondamenta.»

## Il decadimento finale
A partire dal 1798, Kant accusò un decadimento delle funzioni cognitive ed altri disturbi che permettono di ipotizzare che fosse affetto da Alzheimer o comunque da un'altra malattia degenerativa. Già nel 1799, Kant si rendeva infatti conto delle sue condizioni di salute quanto si rivolgeva ai suoi amici dicendo: «Amici miei, sono vecchio e puerile, dovete trattarmi come fossi un bambino.» 
Infatti avanzando la vecchiaia Kant dovette affrontare i primi malanni: gli diminuì la vista soprattutto quella dell'occhio sinistro e dimenticava gli eventi recenti mentre ricordava con precisione quelli passati: «Era in grado di presentare cospicui passi dell’Eneide, senza intoppo, mentre gli sfuggivano le cose apprese un momento prima.»
Dopo due settimane durante le quali si alimentava a malapena inghiottendo poche cucchiaiate di zuppa, ormai completamente indebolito, alle undici precise del 12 febbraio 1804 Kant spirò mormorando «Es ist gut» (Così va bene).
Quell'inverno del febbraio 1804, «a Königsberg faceva molto freddo, e il terreno era tanto ghiacciato da rendere impossibile scavare una fossa, quasi che la terra si rifiutasse di accogliere quel che rimaneva del grand’uomo». La salma rimase insepolta per sedici giorni e molti ebbero così l'occasione di rendere omaggio al grande filosofo che fu alla fine tumulato con una solenne cerimonia accompagnata dall'adattamento della musica e del canto composti per le esequie di Federico II.